# 国家宫 (墨西哥)
19°25′57″N 99°7′52″W / 19.43250°N 99.13111°W
国家宫（西班牙语：Palacio Nacional）是墨西哥联邦行政机构所在地，位于墨西哥城中心的宪法广场的整个东侧，长200余米，红色立面。自阿兹特克帝国以来，这个地点一直是墨西哥统治者的宫殿，目前建筑的大部分建筑材料，系取自原来蒙特祖马二世的宫殿。

## 外部連結
- Palacio de Bellas Artes website 的存檔，存档日期2019-04-27. at palacio.bellasartes.gob.mx/
- . sobrearquitectura.com.   [2022-02-16]. （原始内容存档于2022-02-16）.
- in-depth-tour-SF （页面存档备份，存于）

Template:Historic buildings of Mexico City Centro